# Hernâni Borges
Pour les articles homonymes, voir Borges.
Hernâni José Oliveira Santos Borges plus communément appelé Hernâni Borges est un ancien footballeur international cap-verdien né le 27 août 1981 à Maia Portugal. Il possède la double nationalité cap-verdienne et portugaise. Il jouait au poste d'attaquant.

## Biographie
Borges jouait dans des clubs de ligues inférieures jusqu'à son arrivée au CD Trofense en D3 portugaise en 2005. Il est performant et marque 5 buts en 10 matchs. Il est alors repéré par le CD Aves (D2 portugaise), il joue régulièrement (26 matchs pour 4 buts) et le club monte en Super Liga en 2006.
2006 est aussi l'année où il devient international avec l'équipe du Cap-Vert.
La saison suivante est plus difficile et le club finit dernier et redescend. Il joue tout de même 22 matchs et marque 3 buts. Privilégiant le fait de jouer en 1re division, il part à Chypre au Alki Larnaca. C'est un échec et il ne reste que 6 mois. 
Il s'engage alors avec Beira-Mar. Arrivé au club en janvier 2008, il y joue 14 matchs (1 but) en 6 mois. Lors du mercato 2008, il reçoit une proposition du FC Wil, en D2 suisse, qu'il accepte. Il ne reste que quelques mois en Suisse.
En janvier 2009, il rejoint le club de Liga Vitalis CD Santa Clara, club avec lequel il rate l'accession en Liga Sagres pour 2 points.

## Carrière
| Saison             | Club                 | Div. | Matchs | Buts |
| ------------------ | -------------------- | ---- | ------ | ---- |
| 2000-2001          | Aliados de Lordelo   | III  |        |      |
| 2001-2002          | Macedo de Cavaleiros | III  |        |      |
| 2002-2003          | Uniao SC Paredes     | III  | 15     | 3    |
| 2003-2004          | Aliados de Lordelo   | III  |        |      |
| 2004               | Torre de Moncorvo    | III  |        |      |
| jan-juin 2005      | CD Trofense (prêt)   | II   | 20     | 5    |
| 2005-2006          | Deportivo Aves       | II   | 26     | 4    |
| 2006-2007          | Deportivo Aves       | I    | 22     | 3    |
| juin-déc 2007      | Alki Larnaca         | I    | 12     | 1    |
| jan à août 2008    | SC Beira-Mar         | II   | 13     | 1    |
| 2008-jan 2009      | FC Wil               | II   | 7      | 0    |
| jan 2009-juin 2009 | CD Santa Clara       | II   | 11     | 2    |
| 2009-2010          | FC Penafiel          | II   | 9      | 1    |
| 2010-2011          | União Madeira        | II   |        |      |

## Palmarès
- Championnat de D2 du Portugal :
  - Vice-champion en 2006.